# 朱斯坦·古多
朱斯坦·古多（法語：Justin Goudot，1802年—約1850年）是一名法國探險家和自然主義收藏家。
古多出生於法國汝拉，曾在巴黎的國家自然歷史博物館工作，是一名收藏自然學家。1822年至1842年，他被新格瑞那達政府任命為科學機構的創始人。
1828年起，古多開始為巴黎博物館收集鳥皮，該博物館擁有當時世界上最大的鳥類收藏。他還收集了哺乳動物、爬行動物、軟體動物、昆蟲和其他無脊椎動物以及植物學材料。他於1842年12月返回法國，並在1843年至1846年間發表一系列關於哥倫比亞動植物的論文。1848年後，他再次訪問哥倫比亞，並於1850年左右在那裡去世。
朱爾·布爾西耶以他的名字命名輝綠蜂鳥（Lepidopyga goudoti），勒內-普里梅韋勒·萊松則以他的名字命名鐮刀翼鳥（Chamaepetes goudotii）。古多收集的雙翅目由皮埃爾-瑞斯坦-馬里·馬卡爾描述。
安德烈·馬里·康斯坦丁·德默里和加布里埃爾·比布隆以他的名字命名細盲蛇科的一個蛇種Leptotyphlops goudotii。

## 延伸閱讀
- Edited Laboratoire, 1981 Histoire et nature : Cahiers de l' Association pour l' Histoire des Sciences de la Nature  Paris,  Laboratoire d'Ethnobotanique.